# Hans Jakob Schudel
Hans Jakob Schudel (* 28. August 1915; † 2. Februar 2004 in Oberwil BL) war ein Schweizer Schachspieler und -funktionär.

## Werdegang

### Schachspieler
Schudel gehörte den Vereinen Basler Schachgesellschaft und Schachklub Birseck an. Mit diesen wurde er Mannschaftsmeister der Schweiz. Mehrmals wurde er in die Nationalmannschaft berufen. 1952 belegte er in Basel im Erwin-Voellmy-Gedenkturnier den dritten Platz hinter Milan Vidmar und Max Euwe. 1986 gewann er die Schweizer Seniorenmeisterschaft.

### Funktionär
Ab 1952 gehörte der promovierte Schudel dem Zentralvorstand des Schweizerischen Schachvereins an, von 1957 bis 1961 im Amt des Zentralpräsidenten. Ab 1957 vertrat er den Schweizerischen Schachverein beim Weltschachbund FIDE. 1974 wurde er Vizepräsident der FIDE mit spezieller Verantwortung für die Zonen Westeuropa und Afrika.
Für diese organisatorischen Tätigkeiten wurde er zum Ehrenmitglied der FIDE (1974), des Schweizer Schachbundes und des Schachklubs Birseck ernannt.

### Schachkomposition
Schudel wurde 1985 zum Internationalen Schiedsrichter für Schachkompositionen ernannt.